# Liberty (Utah)
Liberty – jednostka osadnicza w Stanach Zjednoczonych, w stanie Utah, w hrabstwie Weber.